# William Luther Pierce
El Dr. William Luther Pierce III (Atlanta, 11 de setembre de 1933 — Mill Point, Virgínia de l'Oest, 23 de juliol de 2002), també conegut sota el pseudònim d'Andrew Macdonald, fou un físic, polític, escriptor, nacionalista blanc i activista polític. És recordat per la seva novel·la Els diaris de Turner en la qual relata la història d'un separatista blanc, que forma part d'una revolució armada contra el govern multicultural dels Estats Units. Pierce va ensenyar física a la Universitat estatal d'Oregon entre 1962 i 1965, però va abandonar l'ensenyament per dedicar-se per complet a la política. Aviat va iniciar les seves activitats en la Societat John Birch, organització anticomunista i patriòtica.

## Biografia
Va néixer l'11 de setembre de 1933 a Atlanta, Geòrgia. Es va graduar com a doctor en física per la Universitat de Colorado el 1962, i entre 1962 i 1965 va ser docent a la Universitat Estatal d'Oregon.

## Aliança Nacional
Aliança Nacional fou una organització nacionalista blanca fundada l'any 1974, Luther va intentar que fos una vanguarda política que en darrera instància provoquès una caiguda del Govern Federal dels Estats Units. Pierce presentava un programa semanal de ràdio nacionalista en nom d'Aliança Nacional anomenat American Dissident Voices (en català: Veus Dissidents d'Amèrica).
L'any 1978, clamant que Aliança Nacional era una organització educativa, Pierce va presentar una exempció fiscal a l'Internal Revenue Service i li fou denegada. Aleshores William va fer una crida, però un tribunal va acceptar la decisió presa per l'I.R.S. Al mateix temps, fou entrevistat per Herbert Poinsett a un programa de televisió anomenat Race and Reason (Raça i raó), un programa públic de debat.
Aquell mateix any, un antisionista d'Aliança Nacional va atemptar durant la Guerra de Yom Kippur per a forçar l'empresa McDonnell Douglas a retirar tots els contractes que enviaven armament a Israel mitjançant la compra d'accions de l'empresa, i va proposar la moció en la reunió nacional dels accionistes. La empresa McDonell Douglas va rebutjar la mociò i va seguir venent armament a Israel. Algunes de les intervecions de Pierce respecte al conflicte araboisraelià a American Dissident Voices van ser reimpresses en publicacions islamistes i en pàgines web, inclòs el grup xiita islamista libanès Hesbol·là.

## Novel·les

### Els diaris de Turner
El llibre, publicat l'any 1978, és una representació gràfica d'una futura guerra racial als Estats Units, que inclou una descripció detallada dels penjaments en massa de molts dels "traidors racials" (per exemple els jueus, homosexuals, i aquells en matrimonis o relacions interracials) als carrers de Los Angeles, seguits de la neteja ètnica de tota la ciutat. Aquesta matança fou batejada com Terrible Però Absolutament Necessària. La història és narrada en primera persona per Earl Turner, membre actiu de l'organització revolucionaria clandestina anomenada L'Organització.
William Pierce va guanyar l'atenció pública nacional després de l'atemptat d'Oklahoma City, a causa del sorgiment d'una teoria que creia que un dels perpetradors de l'atac, Timothy McVeigh, fou acusat d'haver-se influenciat de la novel·la escrita per William Els diaris de Turner, sota el pseudònim d'Andrew Macdonald.
La part més relevant per al cas McVeigh es troba als primers 6 capítols de la novel·la, quan els personatges tenen la missió de volar pels aires els quartells generals del FBI. Hi ha qui ha assenyalat supostes similituds entre l'atac del llibre i l'atac d'Oklahoma City, el qual, per cert, va destruir l'edifici Alfred P. Murrah Federal Building i va matar 168 persones, el 19 d'abril del 1995. L'endemà, quan es va arrestar McVeigh, suposadament es trobaren al seu cotxe pàgines del llibre amb frases subrallades, entre elles "Però el valor real dels nostres atacs no són les víctimes immediates, sinó l'impacte psicològic".

### Hunter
L'any 1989, Pierce publicà la seva segona novel·la, anomenada Hunter (Caçador), la qual narra la història d'un home anomenat Oscar Yeager, un pilot d'F-4 i veterà de la Guerra de Vietnam que assassina mestissos, periodistes liberals, polítics i buròcrates.
A les entrevistes, William qualificà Hunter de més realista que la seva anterior novel·la.

## Religió
Criat com a presbiterià, Pierce es tornà ateu durant la seva adolescència. Als anys 70', però, William creà la filosofia religiosa del cosmoteisme, basada en una barreja del romanticisme germànic, el concepte darwinià de la selecció natural i una interpretació de Pierce de la obra de Bernard Shaw Home i Súper-home. La Lliga Antidifamació i l'SPLC varen afirmar que William Pierce va crear el cosmoteisme per tal d'adquirir la condició d'exempció d'impostos per a la seva organització nacionalista blanca Aliança Nacional, l'SPLC es refereix al cosmoteisme com una "religió falsa".
En efecte, el cosmoteisme és una branca del panenteisme, la qual afirma que "tot està dins de Déu i Déu està dins de tots". Es considera que la naturalesa de la consciència és mutar i anar evolucionant. La paraula "Cosmos" es refereix a un univers ordenat i harmoniós. Per tant, el propòsit del cosmoteisme, és el propòsit biològic d'evolucionar com a consciència.
Pierce va descriure el seu cosmoteisme com el "principi basat en un univers evolutiu, amb una evolució cada vegada a nivells més elevats d'auto-consciència" i les seves idees polítiques es van centrar en la "puresa racial" com a mitjà d'avanç de la raça blanca per a convertir-se en una "súper-raça" i posteriorment en una divinitat personal. En la seva opinió, la raça blanca representava el pinacle de l'evolució humana fins al moment i, per tant, s'ha de mantenir segregació racial i protecció de la raça.
| «                | Al 1900, els blancs dominàvem el món, dominàvem econòmica, política, militar, científica i culturalment, cap altra raça tan sols se'ns acostava, governàvem directament l'Índia, Àfrica, i a fins pràctics, la Xina era una colonia econòmica d'Europa i dels Estats Units, teniem armes superiors, forces armades superiors, comunicacions superiors, transport superior, agricultura i indústria superiors, estàndards de salut superiors, i ciències i tecnologies superiors, universitats superiors, enginyers superiors… Vam construir coses que les altres raçes ni tan sols podien imaginar. Vam explorar, dominar, i conquerir. | » |
| — William Pierce | |   |

William va sostindre el model d'una societat jeràrquica basada en els principis essencials de la natura, és a dir, la supervivència del més apte de Herbert Spencer. En la seva opinió, totes les raçes humanes s'havien de mantindre separades i al seu territori. Va pensar que serien necessaris extensos plans de «neteja ètnica» (expulsions i deportacions en massa) per establir l'anterior mencionat programa sociopolític.

## Obres
Aquests llibres foren publicats sota el pseudònim d'Andrew Macdonald.
- The turner diaries (Els diaris de Turner)
- Hunter (Caçador)

"""